# UCI Europe Tour 2010
L'UCI Europe Tour 2010 fu la sesta edizione dell'UCI Europe Tour, uno dei cinque circuiti continentali di ciclismo dell'Unione Ciclistica Internazionale. Era composto da più di 300 corse, che si tennero dal 18 ottobre 2009 al 14 ottobre 2010 in Europa.

## Calendario

### Ottobre 2009
| Data | Prova                                           | Cat. | Vincitore           | Squadra             |
| ---- | ----------------------------------------------- | ---- | ------------------- | ------------------- |
| 21   | Chrono des Nations - Les Herbiers Vendée (2009) | 1.1  | Aleksandr Vinokurov | Astana              |
| 21   | Chrono des Nations - Les Herbiers Vendée (U-23) | 1.2U | Romain Lemarchand   | CM Aubervilliers 93 |

### Gennaio
| Data | Prova                                          | Cat. | Vincitore        | Squadra              |
| ---- | ---------------------------------------------- | ---- | ---------------- | -------------------- |
| 30-2 | Giro della Provincia di Reggio Calabria (2010) | 2.1  | Matteo Montaguti | De Rosa-Stac Plastic |
| 31   | Grand Prix Cycliste La Marseillaise (2010)     | 1.1  | Jonathan Hivert  | Saur-Sojasun         |

### Febbraio
| Data  | Prova                                                | Cat. | Vincitore           | Squadra                       |
| ----- | ---------------------------------------------------- | ---- | ------------------- | ----------------------------- |
| 3-7   | Étoile de Bessèges (2010)                            | 2.1  | Samuel Dumoulin     | Cofidis                       |
| 6     | Gran Premio Costa degli Etruschi (2010)              | 1.1  | Alessandro Petacchi | Lampre-Farnese Vini           |
| 7     | Trofeo Palma de Mallorca                             | 1.1  | Robbie McEwen       | Team Katusha                  |
| 8     | Trofeo Cala Millor-Cala Bona                         | 1.1  | Óscar Freire        | Rabobank                      |
| 9     | Trofeo Inca                                          | 1.1  | Linus Gerdemann     | Team Milram                   |
| 10    | Trofeo Deià                                          | 1.1  | Rui Faria da Costa  | Caisse d'Epargne              |
| 10-14 | Tour Méditerranéen (2010)                            | 2.1  | Rinaldo Nocentini   | AG2R La Mondiale              |
| 11    | Trofeo Magaluf-Palmanova                             | 1.1  | André Greipel       | Team HTC-Columbia             |
| 12-14 | Giro della Provincia di Grosseto                     | 2.1  | Annullato           |                               |
| 17-21 | Volta ao Algarve (2010)                              | 2.1  | Alberto Contador    | Astana                        |
| 20    | Trofeo Laigueglia (2010)                             | 1.1  | Francesco Ginanni   | Androni Giocattoli            |
| 20-21 | Tour Cycliste International du Haut Var (2010)       | 2.1  | Christophe Le Mével | Française des Jeux            |
| 21-25 | Vuelta a Andalucía - Ruta Ciclista del Sol (2010)    | 2.1  | Michael Rogers      | Team HTC-Columbia             |
| 23-27 | Giro di Sardegna (2010)                              | 2.1  | Roman Kreuziger     | Liquigas-Doimo                |
| 26-28 | Trois jours de Vaucluse                              | 2.2  | Annullata           |                               |
| 27    | Gran Premio dell'Insubria (2010)                     | 1.1  | Samuel Dumoulin     | Cofidis                       |
| 27    | Beverbeek Classic (2010)                             | 1.2  | Yannick Eijssen     | PWS-Eijssen Cycling Team      |
| 27    | Omloop Het Nieuwsblad (2010)                         | 1.HC | Juan Antonio Flecha | Sky Professional Cycling Team |
| 28    | Kuurne-Bruxelles-Kuurne (2010)                       | 1.1  | Bobbie Traksel      | Vacansoleil Pro Cycling Team  |
| 28    | Gran Premio di Lugano (2010)                         | 1.1  | Roberto Ferrari     | De Rosa-Stac Plastic          |
| 28    | Les Boucles du Sud Ardèche - Souvenir Delpech (2010) | 1.2  | Christophe Riblon   | AG2R La Mondiale              |
| 28    | Classica Sarda Olbia-Pantogia (2010)                 | 1.1  | Giovanni Visconti   | ISD-Neri                      |
| 28    | Clásica de Almería (2010)                            | 1.1  | Theo Bos            | Cervélo TestTeam              |

### Marzo
| Data  | Prova                                                      | Cat.   | Vincitore          | Squadra                      |
| ----- | ---------------------------------------------------------- | ------ | ------------------ | ---------------------------- |
| 3     | Le Samyn (2010)                                            | 1.1    | Jens Keukeleire    | Cofidis                      |
| 3     | Giro del Friuli (2010)                                     | 1.1    | Roberto Ferrari    | De Rosa-Stac Plastic         |
| 3-7   | Vuelta Ciclista a la Región de Murcia (2010)               | 2.1    | František Raboň    | Team HTC-Columbia            |
| 5-7   | Tre Giorni delle Fiandre Occidentali (2010)                | 2.1    | Jens Keukeleire    | Cofidis                      |
| 6     | Monte Paschi Strade Bianche (2010)                         | 1.1    | Maksim Iglinskij   | Astana                       |
| 6     | Vlaamse Pijl (2010)                                        | 1.2    | Clinton Avery      | PWS-Eijssen Cycling Team     |
| 7     | Grand Prix de la Ville de Lillers - Souvenir Comini (2010) | 1.2    | Benoît Daeninck    | Roubaix-Lille Métropole      |
| 7     | Trofeo ZSŠDI (2010)                                        | 1.2    | Marko Kump         | Adria Mobil                  |
| 14    | Trofeo Franco Balestra - Memorial Metelli (2010)           | 1.2    | Aleksandr Mironov  | Itera-Katusha                |
| 14    | Omloop van het Waasland (2010)                             | 1.2    | Denis Flahaut      | ISD Continental Team         |
| 14    | Poreč Trophy (2010)                                        | 1.2    | Matej Gnezda       | Adria Mobil                  |
| 14    | Parigi-Troyes (2010)                                       | 1.2    | Cédric Pineau      | Roubaix-Lille Métropole      |
| 17    | Nokere Koerse (2010)                                       | 1.1    | Jens Keukeleire    | Cofidis                      |
| 18-21 | Istrian Spring Trophy (2010)                               | 2.2    | Robert Vrečer      | Perutnina Ptuj               |
| 20    | Classic Loire-Atlantique (2010)                            | 1.2    | Laurent Mangel     | Saur-Sojasun                 |
| 21    | Ronde van het Groene Hart (2010)                           | 1.1    | Jens Mouris        | Vacansoleil Pro Cycling Team |
| 21    | Cholet-Pays de Loire (2010)                                | 1.1    | Leonardo Duque     | Cofidis                      |
| 21    | La Roue Tourangelle Région Centre (2010)                   | 1.2    | Yann Guyot         | Sojasun Espoirs-ACNC         |
| 21    | Gran Premio San Giuseppe (2010)                            | 1.2    | Enrico Battaglin   | Zalf-Désirée-Fior            |
| 22-28 | Tour de Normandie (2010)                                   | 2.2    | Ronan van Zandbeek | Van Vliet-EBH Elshof         |
| 23-27 | Settimana Internazionale di Coppi e Bartali (2010)         | 2.1    | Ivan Santaromita   | Liquigas-Doimo               |
| 24    | Dwars door Vlaanderen (2010)                               | 1.1    | Matti Breschel     | Team Saxo Bank               |
| 26-28 | Troféu Cidade da Guarda - GP du Portugal (2010)            | 2.Ncup | Tom Dumoulin       | Paesi Bassi                  |
| 27    | E3 Prijs Vlaanderen (2010)                                 | 1.HC   | Fabian Cancellara  | Team Saxo Bank               |
| 27-28 | Critérium International (2010)                             | 2.HC   | Pierrick Fédrigo   | Bbox Bouygues Telecom        |
| 30-1  | Driedaagse De Panne - Koksijde (2010)                      | 2.HC   | David Millar       | Garmin-Transitions           |
| 31-4  | Volta ao Alentejo                                          | 2.1    | Annullata          |                              |
| 31-5  | Settimana Ciclistica Lombarda (2010)                       | 2.1    | Michele Scarponi   | Androni Giocattoli           |

### Aprile
| Data  | Prova                                              | Cat.   | Vincitore            | Squadra                            |
| ----- | -------------------------------------------------- | ------ | -------------------- | ---------------------------------- |
| 2     | Route Adélie de Vitré (2010)                       | 1.1    | Cyril Gautier        | Bbox Bouygues Telecom              |
| 2-4   | Le Triptyque des Monts et Châteaux                 | 2.2    | Jetse Bol            | Rabobank Continental Team          |
| 3     | Hel van het Mergelland (2010)                      | 1.1    | Yann Huguet          | Skil-Shimano                       |
| 3     | Gran Premio Miguel Indurain (2010)                 | 1.HC   | Joaquim Rodríguez    | Team Katusha                       |
| 4     | Grand Prix de la Ville de Nogent-sur-Oise          | 1.2    | Vytautas Kaupas      | Continental Team Differdange       |
| 4     | Trofeo Banca Popolare di Vicenza                   | 1.2U   | Andrea Pasqualon     | Zalf-Désirée-Fior                  |
| 5     | Rund um Köln (2010)                                | 1.1    | Juan José Haedo      | Team Saxo Bank                     |
| 5     | Giro del Belvedere                                 | 1.2U   | Sjarhej Papok        | San Marco-Concrete-IMET Caneva     |
| 6     | Gran Premio Palio del Recioto                      | 1.2U   | Blaž Furdi           | Slovenia                           |
| 6-9   | Circuit Cycliste Sarthe - Pays de la Loire         | 2.1    | Luis León Sánchez    | Caisse d'Epargne                   |
| 7     | Scheldeprijs (2010)                                | 1.HC   | Tyler Farrar         | Garmin-Transitions                 |
| 8     | Grand Prix Pino Cerami (2010)                      | 1.1    | Jure Kocjan          | Carmiooro-N.G.C.                   |
| 8-11  | Cinturón Ciclista Internacional a Mallorca         | 2.2    | Sergio Mantecón      | Hostería de Cañete-Nagares         |
| 9-11  | Circuit des Ardennes International                 | 2.2    | Michail Antonov      | Itera-Katusha                      |
| 10    | Albert Achterhes Profronde van Drenthe (2010)      | 1.1    | Alberto Ongarato     | Vacansoleil Pro Cycling Team       |
| 10    | Trofeo Edil C                                      | 1.2    | Massimo Graziato     | Trevigiani-Dynamon-Bottoli         |
| 10    | Giro delle Fiandre Under-23                        | 1.Ncup | Marko Kump           | Slovenia                           |
| 11    | Klasika Primavera (2010)                           | 1.1    | Samuel Sánchez       | Euskaltel-Euskadi                  |
| 11    | Dwars door Drenthe                                 | 1.1    | Enrico Rossi         | Ceramica Flaminia                  |
| 11-18 | Presidential Cycling Tour of Turkey                | 2.HC   | Giovanni Visconti    | ISD-Neri                           |
| 13    | Parigi-Camembert (2010)                            | 1.1    | Sébastien Minard     | Cofidis                            |
| 14    | Freccia del Brabante (2010)                        | 1.1    | Sébastien Rosseler   | Team RadioShack                    |
| 14    | La Côte Picarde                                    | 1.Ncup | Vjačeslav Kuznetsov  | Russia                             |
| 14-18 | Vuelta a Castilla y León                           | 2.1    | Alberto Contador     | Astana Team                        |
| 14-18 | Tour du Loir-et-Cher                               | 2.2    | Michail Antonov      | Itera-Katusha                      |
| 15    | Grand Prix de Denain - Porte du Hainaut (2010)     | 1.1    | Denis Flahaut        | ISD Continental Team               |
| 17    | Tour du Finistère (2010)                           | 1.1    | Florian Vachon       | Bretagne-Schuller                  |
| 17    | Liegi-Bastogne-Liegi Under-23                      | 1.2U   | Ramūnas Navardauskas | Vélo Club La Pomme Marseille       |
| 17    | ZLM Tour                                           | 1.Ncup | Arman Kamyšev        | Kazakistan                         |
| 18    | Tro-Bro Léon (2010)                                | 1.1    | Jérémy Roy           | Française des Jeux                 |
| 18    | Zellik-Galmaarden                                  | 1.2    | Coen Vermeltfoort    | Rabobank Continental Team          |
| 18    | Grand Prix of Donetsk                              | 1.2    | Vitalij Popkov       | ISD Continental Team               |
| 18    | Rund um Düren                                      | 1.2    | Sven Krauß           | Elite Team Halanke.de-Öschelbronn  |
| 20-23 | Giro del Trentino                                  | 2.1    | Aleksandr Vinokurov  | Astana Team                        |
| 20-24 | Vuelta Ciclista Internacional a Extremadura        | 2.2    | Annullata            |                                    |
| 21-25 | Grand Prix of Adygeya                              | 2.2    | Vitalij Popkov       | ISD Continental Team               |
| 23    | Banja Luka-Beograd I                               | 1.2    | Jure Zrimšek         | Sava                               |
| 24    | Gran Premio de Llodio (2010)                       | 1.1    | Ángel Vicioso        | Andalucía-Cajasur                  |
| 24    | Arno Wallaard Memorial                             | 1.2    | Stefan van Dijk      | Verandas Willems                   |
| 25    | Vuelta a La Rioja (2010)                           | 1.1    | Ángel Vicioso        | Andalucía-Cajasur                  |
| 25    | Giro dell'Appennino (2010)                         | 1.1    | Robert Kišerlovski   | Liquigas-Doimo                     |
| 25    | Ronde van Noord-Holland                            | 1.2    | Robert Wagner        | Skil-Shimano                       |
| 25    | East Midlands International Cicle Classic          | 1.2    | Michael Berling      | Glud & Marstrand-LRØ Rådgivning    |
| 25    | Parigi-Mantes-en-Yvelines                          | 1.2    | Yoann Bagot          | Vélo Club La Pomme Marseille       |
| 25    | Gran Premio della Liberazione                      | 1.2U   | Jan Tratnik          | Zheroquadro Radenska               |
| 25    | Banja Luka-Beograd II                              | 1.2    | Matej Marin          | Perutnina Ptuj                     |
| 25-1  | Tour de Bretagne Cycliste - Trophée des Granitiers | 2.2    | Franck Bouyer        | Bbox Bouygues Telecom              |
| 26-27 | Giro delle Regioni                                 | 2.Ncup | Enrico Battaglin     | Italia                             |
| 27    | Subida al Naranco (2010)                           | 1.1    | Santiago Pérez       | Centro Ciclismo de Loulé-Louletano |
| 28-2  | Vuelta Asturias Julio Álvarez Mendo                | 2.1    | Constantino Zaballa  | Centro Ciclismo de Loulé-Louletano |
| 29-1  | The Paths of King Nikola                           | 1.2    | Vladimir Koev        | Hemus 1896-Vivelo                  |

### Maggio
| Data  | Prova                                               | Cat. | Vincitore            | Squadra                              |
| ----- | --------------------------------------------------- | ---- | -------------------- | ------------------------------------ |
| 1     | Gran Premio Industria e Artigianato (2010)          | 1.1  | Daniele Ratto        | Carmiooro-N.G.C.                     |
| 1     | Grand Prix Herning (2010)                           | 1.1  | Alex Rasmussen       | Team Saxo Bank                       |
| 1     | Mayor Cup                                           | 1.2  | Žolt Der             | Partizan Srbija                      |
| 1     | Grote 1 Mei-Prijs - Ereprijs Victor De Bruyne       | 1.2  | Jan Kuyckx           | Qin Cycling Team                     |
| 1     | Ronde van Overijssel                                | 1.2  | Job Vissers          | Skil-Shimano                         |
| 1     | Memoriał Andrzeja Trochanowskiego                   | 1.2  | André Schulze        | PSK Whirlpool-Author                 |
| 1     | Rund um den Finanzplatz Eschborn-Frankfurt Under-23 | 1.2U | Timo Thömel          | KED-Bianchi Team Berlin              |
| 1     | Rund um den Finanzplatz Eschborn-Frankfurt (2010)   | 1.HC | Fabian Wegmann       | Team Milram                          |
| 2     | Memorial Oleg Dyachenko                             | 1.2  | Aleksandr Mironov    | Itera-Katusha                        |
| 2     | Trophée des Grimpeurs                               | 1.1  | Annullato            |                                      |
| 2     | Giro di Toscana                                     | 1.1  | Annullato            |                                      |
| 2     | Circuito del Porto-Trofeo Internazionale Arvedi     | 1.2  | Marco Amicabile      | Delio Gallina-S.Inox                 |
| 3     | Grand Prix of Moscow                                | 1.2  | Esad Hasanovic       | Partizan Srbija                      |
| 5-9   | Quatre Jours de Dunkerque - Tour du Nord-PdC        | 2.HC | Martin Elmiger       | AG2R La Mondiale                     |
| 6-10  | Five Rings of Moscow                                | 2.2  | Sergej Firsanov      | Team Designa Køkken-Blue Water       |
| 6-9   | Tour du Haut Anjou                                  | 2.2U | Annullato            |                                      |
| 6-9   | Tour of Halkidiki                                   | 2.2  | Annullato            |                                      |
| 7-9   | Szlakiem Grodów Piastowskich                        | 2.1  | Marek Rutkiewicz     | Mróz-ActiveJet                       |
| 8     | Scandinavian Race Uppsala                           | 1.2  | Philip Nielsen       | Team Concordia Forsikring-Himmerland |
| 9     | Gran Premio Industrie del Marmo                     | 1.2  | Tomas Alberio        | Trevigiani-Dynamon-Bottoli           |
| 9     | Omloop der Kempen                                   | 1.2  | Stefan van Dijk      | Verandas Willems                     |
| 12    | Batavus Pro Race (2010)                             | 1.1  | Markus Eichler       | Team Milram                          |
| 12-16 | Flèche du Sud                                       | 2.2  | Lasse Bochmann       | Glud & Marstrand-LRØ Rådgivning      |
| 13-16 | Rhône-Alpes Isère Tour                              | 2.2  | Jérôme Coppel        | Saur-Sojasun                         |
| 13-16 | Grande Prémio Paredes Rota dos Móveis               | 2.2  | Annullato            |                                      |
| 14-16 | Tour de Picardie                                    | 2.1  | Ben Swift            | Sky Professional Cycling Team        |
| 16    | Grand Prix Jasnej Góry-Czestochowa                  | 1.2  | Vitalij Popkov       | ISD Continental Team                 |
| 17-23 | Olympia's Tour                                      | 2.2  | Taylor Phinney       | Trek-Livestrong U23                  |
| 19-23 | Circuit de Lorraine                                 | 2.1  | Fabio Felline        | Footon-Servetto                      |
| 20-23 | Ronde de l'Isard d'Ariège                           | 2.2U | Yannick Eijssen      | PWS-Eijssen Cycling Team             |
| 21-24 | Tour de Berlin                                      | 2.2U | Marc Goos            | Cyclingteam Jo Piels                 |
| 23    | Neuseen Classics                                    | 1.1  | Roger Kluge          | Team Milram                          |
| 23    | Tour de Rijke                                       | 1.1  | Annullato            |                                      |
| 23-30 | FBD Insurance Rás                                   | 2.2  | Alexander Wetterhall | Team Sprocket Pro Cycling            |
| 26-30 | Giro della Baviera                                  | 2.HC | Maxime Monfort       | Team HTC-Columbia                    |
| 26-30 | Giro del Belgio (2010)                              | 2.HC | Stijn Devolder       | Quick Step                           |
| 28    | Tallinn-Tartu Grand Prix (2010)                     | 1.1  | Denis Flahaut        | ISD Continental Team                 |
| 28-30 | Tour de Gironde                                     | 2.2  | Julien Belgy         | Vendée U                             |
| 28-31 | Tour of Trakya                                      | 2.2  | Stefan Histrov       | Brisaspor                            |
| 29    | Grand Prix de Plumelec-Morbihan (2010)              | 1.1  | Wesley Sulzberger    | Française des Jeux                   |
| 29    | Grand Prix Kranj (2010)                             | 1.1  | Matej Gnezda         | Adria Mobil                          |
| 29    | SEB Tartu Grand Prix (2010)                         | 1.1  | Tanel Kangert        | Estonia                              |
| 30    | Boucles de l'Aulne (2010)                           | 1.1  | Jean-Luc Delpech     | Bretagne-Schuller                    |
| 30    | Grand Prix Hydraulika Mikolasek                     | 1.2  | Alois Kaňkovský      | ASC Dukla Praha                      |
| 29-30 | Rogaland Grand Prix                                 | 2.2  | Vitalij Popkov       | ISD Continental Team                 |
| 30    | Paris-Roubaix Espoirs                               | 1.2U | Taylor Phinney       | Trek-Livestrong U23                  |
| 30    | Trofeo Città di San Vendemiano                      | 1.2U | Stefano Agostini     | Zalf-Désirée-Fior                    |

### Giugno
| Data  | Prova                                                 | Cat. | Vincitore               | Squadra                             |
| ----- | ----------------------------------------------------- | ---- | ----------------------- | ----------------------------------- |
| 1-9   | Dwars door Nederland                                  | 2.2  | Annullata               |                                     |
| 2     | Trofeo Alcide De Gasperi                              | 1.2  | Sonny Colbrelli         | Zalf-Désirée-Fior                   |
| 2-6   | Ringerike Grand Prix                                  | 2.2  | Christer Rake           | Joker-Bianchi                       |
| 2-6   | Tour de Luxembourg                                    | 2.HC | Matteo Carrara          | Vacansoleil Pro Cycling Team        |
| 5-12  | Turul Ciclist al României                             | 2.2  | Vladimir Koev           | Hemus 1896-Vivelo                   |
| 6     | Memorial Philippe Van Coningsloo                      | 1.2  | Dries Hollanders        | PWS-Eijssen Cycling Team            |
| 6     | Coppa della Pace - Trofeo F.lli Anelli                | 1.2  | Fabio Piscopiello       | Vega Prefabbricati Montappone       |
| 6     | Gran Premio del Canton Argovia (2010)                 | 1.HC | Kristof Vandewalle      | Topsport Vlaanderen-Mercator        |
| 8-13  | Volta Ciclista Continental                            | 2.2  | Annullata               |                                     |
| 8-15  | Circuito Montañés                                     | 2.2  | Fabio Duarte            | Café de Colombia-Colombia es Pasión |
| 9-13  | Karpacki Wyścig Kurierów                              | 2.2U | Adrian Honkisz          | Polonia                             |
| 10    | Balaton Bike Fest                                     | 1.2  | Annullata               |                                     |
| 10-13 | GP PAD - Volta ao Alentejo                            | 2.2  | David Blanco            | Palmeiras Resort-Prio               |
| 10-13 | Ronde de l'Oise                                       | 2.2  | Steven Tronet           | Roubaix-Lille Métropole             |
| 11-13 | Delta Tour Zeeland                                    | 2.1  | Tyler Farrar            | Garmin-Transitions                  |
| 11-13 | Oberösterreichrundfahrt                               | 2.2  | Leopold König           | PSK Whirlpool-Author                |
| 11-20 | Girobio                                               | 2.2  | Carlos Alberto Betancur | Colombia                            |
| 13    | Val d'Ille U Classic 35                               | 1.2  | Jimmy Casper            | Saur-Sojasun                        |
| 14-19 | Tour de Serbie                                        | 2.2  | Luca Ascani             | CDC-Cavaliere                       |
| 15-20 | Internationale Thüringen Rundfahrt                    | 2.2U | John Degenkolb          | Thüringer Energie Team              |
| 16-20 | Ster Elektrotoer                                      | 2.1  | Adam Hansen             | Team HTC-Columbia                   |
| 17-19 | Małopolski Wyścig Górski                              | 2.2  | Jacek Morajko           | Mróz-ActiveJet                      |
| 17-20 | Giro di Slovenia                                      | 2.1  | Vincenzo Nibali         | Liquigas-Doimo                      |
| 17-20 | Boucles de la Mayenne                                 | 2.2  | Jérémie Galland         | Saur-Sojasun                        |
| 17-20 | Route du Sud - La Dépêche du Midi                     | 2.1  | David Moncoutié         | Cofidis                             |
| 17-20 | Tour des Pays de Savoie                               | 2.2  | Nicolas Schnyder        | Price-Custom Bikes                  |
| 18-20 | Internationale Mainfranken-Tour                       | 2.2U | Marc Goos               | Cyclingteam Jo Piels                |
| 19    | GP Nobili Rubinetterie - Coppa Papà Carlo (2010)      | 1.1  | Gianluca Brambilla      | Colnago-CSF Inox                    |
| 20    | GP Nobili Rubinetterie - Coppa Città di Stresa (2010) | 1.1  | Oscar Gatto             | Team ISD-Neri                       |
| 20    | Internationale Raiffeisen Grand Prix                  | 1.2  | Matthias Brändle        | Footon-Servetto                     |
| 20    | Flèche Ardennaise                                     | 1.2  | Thomas Degand           | Verandas Willems                    |
| 23    | Halle-Ingooigem                                       | 1.1  | Jurgen Van De Walle     | Quick Step                          |
| 30    | Internationale Wielertrofee Jong Maar Moedig          | 1.2  | Sven Jodts              | Beveren 2000-Quick Step             |
| 30-4  | Międzynarodowy Wyścig Solidarności i Olimpijczyków    | 2.1  | Jacek Morajko           | Mróz-ActiveJet                      |

### Luglio
| Data  | Prova                                                | Cat. | Vincitore              | Squadra                        |
| ----- | ---------------------------------------------------- | ---- | ---------------------- | ------------------------------ |
| 3     | Omloop Het Nieuwsblad Beloften                       | 1.2  | Jarl Salomein          | Beveren 2000-Quick Step        |
| 4     | Giro delle Valli Aretine - GP Città di Arezzo        | 1.2  | Henry Frusto           | Team SCAP-Prefabbricati Foresi |
| 4     | Dwars door het Hageland                              | 1.2  | Frédéric Amorison      | Landbouwkrediet                |
| 4-11  | Österreich-Rundfahrt                                 | 2.HC | Riccardo Riccò         | Ceramica Flaminia              |
| 6     | Trofeo Città di Brescia - Memorial Fiori e Volpi     | 1.2  | Manuele Boaro          | Trevigiani-Dynamon-Bottoli     |
| 7-11  | GP Internacional de Torres Vedras - Troféu Agostinho | 2.2  | Cândido Barbosa        | Palmeiras Resort-Prio          |
| 11    | Giro del Medio Brenta                                | 1.2  | Luigi Miletta          | Gragnano Sporting Club         |
| 11    | GP de Pont à Marcq - La Ronde Pévèloise              | 1.2  | Frank Dressler-Lehnhof | Continental Team Differdange   |
| 11    | Grote Prijs van de Stad Geel                         | 1.2  | Timothy Dupont         | Jong Vlaanderen-Bauknecht      |
| 16    | Campionati europei - Cronometro U23                  | CC   | Alex Dowsett           | Gran Bretagna                  |
| 17-18 | Vuelta a la Comunidad de Madrid                      | 2.1  | Sergio Pardilla        | Carmiooro-N.G.C.               |
| 18    | Giro del Casentino                                   | 1.2  | Andrea Pasqualon       | Zalf-Désirée-Fior              |
| 18    | Campionati europei - Gara in linea U23               | CC   | Pawel Gawronski        | Polonia                        |
| 21-25 | Brixia Tour (2010)                                   | 2.1  | Domenico Pozzovivo     | Colnago-CSF Inox               |
| 22    | Central European Tour Gyomaendröd GP                 | 1.2  | Alois Kaňkovský        | ASC Dukla Praha                |
| 22-25 | Tour of Szeklerland                                  | 1.2  | Evgeni Gerganov        | Hemus 1896-Vivelo              |
| 24-26 | Kreiz Breizh Elites                                  | 2.2  | Johan Le Bon           | Bretagne-Schuller              |
| 24-28 | Tour de Wallonie                                     | 2.HC | Russell Downing        | Sky Professional Cycling Team  |
| 25    | Prueba Villafranca de Ordizia (2010)                 | 1.1  | Gorka Izagirre         | Euskaltel-Euskadi              |
| 25    | Grand Prix de la ville de Pérenchies                 | 1.2  | Arnaud Démare          | CC Nogent-sur-Oise             |
| 25    | Pomerania Tour                                       | 1.2  | Dirk Müller            | Team Nutrixxion-Sparkasse      |
| 27-31 | Dookola Mazowska                                     | 2.2  | Sebastian Forke        | Team Nutrixxion-Sparkasse      |
| 27-1  | Tour Alsace                                          | 2.2  | Wilco Kelderman        | Rabobank Continental Team      |

### Agosto
| Data  | Prova                                                   | Cat. | Vincitore              | Squadra                          |
| ----- | ------------------------------------------------------- | ---- | ---------------------- | -------------------------------- |
| 1     | Trofeo Matteotti (2010)                                 | 1.1  | Riccardo Chiarini      | De Rosa-Stac Plastic             |
| 1     | Circuito de Getxo - Memorial Ricardo Otxoa (2010)       | 1.1  | Francisco José Pacheco | Xacobeo Galicia                  |
| 1     | La Poly Normande (2010)                                 | 1.1  | Andy Cappelle          | Verandas Willems                 |
| 2     | Subida a Urkiola                                        | 1.1  | non disputata          |                                  |
| 3-7   | Vuelta Ciclista a León                                  | 2.2  | Ángel Vallejo          | Supermercados Froiz              |
| 4-5   | Parigi-Corrèze                                          | 2.1  | Mickaël Buffaz         | Cofidis                          |
| 4-8   | Vuelta a Burgos                                         | 2.HC | Samuel Sánchez         | Euskaltel-Euskadi                |
| 4-8   | Post Danmark Rundt                                      | 2.HC | Jakob Fuglsang         | Team Saxo Bank                   |
| 4-15  | Volta a Portugal                                        | 2.1  | David Blanco           | Palmeiras Resort-Prio            |
| 5     | Gran Premio Carnaghese (2010)                           | 1.1  | Ivan Basso             | Liquigas-Doimo                   |
| 5     | Gran Premio Folignano - Trofeo AVIS                     | 1.2  | Julián Arredondo       | Team SCAP-Prefabbricati Foresi   |
| 5-8   | Tour des Pyrénées                                       | 2.2  | Florent Barle          | Amical Vélo Club Aix-en-Provence |
| 7     | Gran Premio Città di Camaiore (2010)                    | 1.1  | Kristjan Koren         | Liquigas-Doimo                   |
| 8     | Sparkassen Giro Bochum (2010)                           | 1.1  | Niki Terpstra          | Team Milram                      |
| 8     | Dwars door de Antwerpse Kempen                          | 1.2  | Aidis Kruopis          | Palmans-Cras                     |
| 8     | Trofeo Internazionale Bastianelli                       | 1.2  | Carmelo Pantò          | Gragnano Sporting Club           |
| 10-14 | Tour de l'Ain                                           | 2.1  | Haimar Zubeldia        | Team RadioShack                  |
| 12-15 | Mi-août en Bretagne                                     | 2.2  | Jean-Luc Delpech       | Bretagne-Schuller                |
| 13    | Dutch Food Valley Classic (2010)                        | 1.HC | Edvald Boasson Hagen   | Sky Professional Cycling Team    |
| 14    | Memoriał Henryka Łasaka (2010)                          | 1.2  | Mariusz Witecki        | Mróz-ActiveJet                   |
| 15    | Grand Prix Betonexpressz 2000                           | 1.2  | Hrvoje Miholjević      | Loborika                         |
| 15    | Antwerpse Havenpijl                                     | 1.2  | Rob Goris              | Palmans-Cras                     |
| 15    | Puchar Uzdrowisk Karpackich                             | 1.2  | Marek Rutkiewicz       | Mróz-ActiveJet                   |
| 16    | Gran Premio Capodarco (2010)                            | 1.2  | Enrico Battaglin       | Zalf-Désirée-Fior                |
| 17    | Grote Prijs Stad Zottegem (2010)                        | 1.1  | Stefan van Dijk        | Verandas Willems                 |
| 17    | Gara Ciclistica Montappone - Trofeo Marini Silvano      | 1.2  | Il'ja Gorodničev       | Gragnano Sporting Club           |
| 17    | Tre Valli Varesine (2010)                               | 1.HC | Daniel Martin          | Garmin-Transitions               |
| 17-20 | Tour du Limousin                                        | 2.1  | Gustav Larsson         | Team Saxo Bank                   |
| 18    | Coppa Agostoni - Giro della Brianza (2010)              | 1.1  | Francesco Gavazzi      | Lampre-Farnese Vini              |
| 19    | Coppa Bernocchi - GP Banca di Legnano (2010)            | 1.1  | Manuel Belletti        | Colnago-CSF Inox                 |
| 20-22 | Festningsrittet                                         | 2.2  | Jesse Anthony          | Kelly Benefit Strategies         |
| 21    | Trofeo Melinda - Val di Non (2010)                      | 1.1  | Vincenzo Nibali        | Liquigas-Doimo                   |
| 21    | Puchar Ministra Obrony Narodowej                        | 1.2  | Bartłomiej Matysiak    | CCC Polsat-Polkowice             |
| 24    | Grand Prix des Marbriers                                | 1.2  | Kevin Lacombe          | SpiderTech-Planet Energy         |
| 24-27 | Tour du Poitou-Charentes                                | 2.1  | Jimmy Engoulvent       | Saur-Sojasun                     |
| 24-29 | Giro della Valle d'Aosta                                | 2.2  | Pëtr Ignatenko         | Itera-Katusha                    |
| 25    | Druivenkoers - Overijse (2010)                          | 1.1  | Björn Leukemans        | Vacansoleil Pro Cycling Team     |
| 26-30 | Tour of Victory                                         | 2.2  | Mert Mutlu             | Brisaspor                        |
| 28    | Giro del Veneto (2010)                                  | 1.HC | Daniel Oss             | Liquigas-Doimo                   |
| 28-29 | Szlakiem Walk Majora Hubala                             | 2.2  | Tomasz Kiendyś         | CCC Polsat-Polkowice             |
| 29    | Schaal Sels (2010)                                      | 1.1  | Aidis Kruopis          | Palmans-Cras                     |
| 29    | Châteauroux Classic de l'Indre - Trophée Fenioux (2010) | 1.1  | Anthony Ravard         | AG2R La Mondiale                 |
| 29    | Ljubljana-Zagreb                                        | 1.2  | Matej Mugerli          | Perutnina Ptuj                   |
| 29    | Ronde van Midden-Nederland                              | 1.2  | Wesley Kreder          | Rabobank Continental             |
| 31-7  | Okolo Slovenska                                         | 2.2  | Robert Vrečer          | Perutnina Ptuj                   |

### Settembre
| Data  | Prova                                              | Cat.   | Vincitore                        | Squadra                      |
| ----- | -------------------------------------------------- | ------ | -------------------------------- | ---------------------------- |
| 5     | Tour du Doubs - Conseil Général (2010)             | 1.1    | Jérôme Coppel                    | Saur-Sojasun                 |
| 5     | Grote Prijs Jef Scherens - Rondom Leuven (2010)    | 1.1    | Lars Boom                        | Rabobank                     |
| 5     | Giro di Romagna (2010)                             | 1.1    | Patrik Sinkewitz                 | ISD-Neri                     |
| 5     | Memorial Davide Fardelli                           | 1.2    | Luke Durbridge                   | Team Jayco-Skins             |
| 5     | Kernen Omloop Echt-Susteren                        | 1.2    | Peter Schulting                  | Cyclingteam Jo Piels         |
| 5-12  | Tour de l'Avenir                                   | 2.Ncup | Nairo Quintana                   | Colombia                     |
| 8     | Memorial Rik Van Steenbergen (2010)                | 1.1    | Michael Van Staeyen              | Topsport Vlaanderen-Mercator |
| 8-11  | Giro della Regione Friuli Venezia Giulia           | 2.2    | Vegard Stake Laengen             | Norvegia                     |
| 11    | Parigi-Bruxelles (2010)                            | 1.HC   | Francisco Ventoso                | Carmiooro-N.G.C.             |
| 11-18 | Tour of Britain                                    | 2.1    | Michael Albasini                 | Team HTC-Columbia            |
| 11-19 | Tour de Bulgarie                                   | 2.1    | Krasimir Koev                    | KS Dobrich 1905              |
| 12    | Chrono Champenois                                  | 1.2    | Rasmus Christian Quaade          | Danimarca                    |
| 12    | Grand Prix de Fourmies (2010)                      | 1.HC   | Romain Feillu                    | Vacansoleil Pro Cycling Team |
| 15    | Grand Prix de Wallonie (2010)                      | 1.1    | Paul Martens                     | Rabobank                     |
| 17    | Kampioenschap van Vlaanderen (2010)                | 1.1    | Leigh Howard                     | Team HTC-Columbia            |
| 17    | Grand Prix de la Somme - Conseil Général 80 (2010) | 1.1    | Martin Elimger                   | AG2R La Mondiale             |
| 18    | GP Città di Modena - Viviana Manservisi (2010)     | 1.1    | Francesco Chicchi                | Liquigas-Doimo               |
| 19    | Gran Premio Industria e Commercio di Prato (2010)  | 1.1    | Diego Ulissi                     | Lampre-Farnese Vini          |
| 19    | Grand Prix d'Isbergues - Pas de Calais (2010)      | 1.1    | Aleksejs Saramotins              | Team HTC-Columbia            |
| 19    | Trofeo Gianfranco Bianchin                         | 1.2    | Robert Vrečer                    | Perutnina Ptuj               |
| 19    | Duo Normand                                        | 1.2    | Artëm Ovečkin Alexandr Pliuschin | Team Katusha                 |
| 22    | Omloop van het Houtland - Lichtervelde (2010)      | 1.1    | Stefan van Dijk                  | Verandas Willems             |
| 24-26 | Tour du Gévaudan Languedoc-Roussillon              | 2.2    | Jérôme Coppel                    | Saur-Sojasun                 |
| 25    | Memorial Marco Pantani (2010)                      | 1.1    | Elia Viviani                     | Liquigas-Doimo               |
| 25    | Praga-Karlovy Vary-Praga                           | 1.2    | Andreas Schillinger              | Team NetApp                  |
| 26    | Giro del Canavese                                  | 1.2U   | Annullato                        |                              |
| 26    | Giro di Toscana (2010)                             | 1.1    | Daniele Bennati                  | Liquigas-Doimo               |
| 26    | Tour de Vendée (2010)                              | 1.HC   | Koldo Fernández                  | Euskaltel-Euskadi            |
| 26-5  | International Tour of Civilizations                | 2.2    | Annullato                        |                              |
| 28    | Ruota d'Oro - Gran Premio Festa del Perdono        | 1.2    | Francesco Manuel Bongiorno       | Futura Team Matricardi       |
| 30-3  | Circuit Franco-Belge                               | 2.1    | Adam Blythe                      | Omega Pharma-Lotto           |

### Ottobre
| Data | Prova                                           | Cat. | Vincitore             | Squadra                      |
| ---- | ----------------------------------------------- | ---- | --------------------- | ---------------------------- |
| 1-3  | Cinturó de l'Empordà                            | 2.2  | José Herrada          | Caja Rural                   |
| 2    | Piccolo Giro di Lombardia (2010)                | 1.2  | Aleksandr Serebrjakov | Sammarinese Gruppo Lupi      |
| 3    | Sparkassen Münsterland Giro (2010)              | 1.1  | Joost Van Leijen      | Vacansoleil Pro Cycling Team |
| 5    | Binche-Tournai-Binche (2010)                    | 1.1  | Elia Viviani          | Liquigas-Doimo               |
| 7    | Coppa Sabatini (2010)                           | 1.1  | Riccardo Riccò        | Vacansoleil Pro Cycling Team |
| 7    | Parigi-Bourges (2010)                           | 1.1  | Anthony Ravard        | AG2R La Mondiale             |
| 9    | Giro dell'Emilia (2010)                         | 1.HC | Robert Gesink         | Rabobank                     |
| 10   | Gran Premio Bruno Beghelli (2010)               | 1.1  | Dario Cataldo         | Quick Step                   |
| 10   | Parigi-Tours Espoirs (2010)                     | 1.2U | Jelle Wallays         | Beveren 2000-Quick Step      |
| 10   | Parigi-Tours (2010)                             | 1.HC | Óscar Freire          | Rabobank                     |
| 12   | Nationale Sluitingprijs - Putte-Kapellen (2010) | 1.1  | Adam Blythe           | Omega Pharma-Lotto           |
| 13   | Milano-Torino                                   | 1.HC | Annullata             |                              |
| 14   | Giro del Piemonte (2010)                        | 1.HC | Philippe Gilbert      | Omega Pharma-Lotto           |
| 17   | Chrono des Nations (2010)                       | 1.1  | David Millar          | Garmin-Transitions           |

## Classifiche
Aggiornato al 17 ottobre 2010
| Pos. | Corridore          | Squadra       | Punti |
| ---- | ------------------ | ------------- | ----- |
| 1    | Giovanni Visconti  | ISD-Neri      | 787   |
| 2    | Stefan van Dijk    | Ver. Willems  | 653   |
| 3    | Riccardo Riccò     | Vacansoleil   | 569   |
| 4    | Domenico Pozzovivo | Colnago-CSF   | 493   |
| 5    | Romain Feillu      | Vacansoleil   | 482   |
| 6    | Marco Marcato      | Vacansoleil   | 457   |
| 7    | Jens Keukeleire    | Cofidis       | 378   |
| 8    | Sergio Pardilla    | Carmiooro     | 363   |
| 9    | Francisco Ventoso  | Carmiooro     | 361   |
| 10   | Enrico Rossi       | Cer. Flaminia | 360   |

| Pos. | Squadra                      | Punti   |
| ---- | ---------------------------- | ------- |
| 1    | Vacansoleil Pro Cycling Team | 2 624,4 |
| 2    | Saur-Sojasun                 | 1 564   |
| 3    | ISD-Neri                     | 1 503,2 |
| 4    | Cofidis                      | 1 481   |
| 5    | Carmiooro-N.G.C.             | 1 423   |
| 6    | Androni Giocattoli           | 1 184   |
| 7    | Colnago-CSF Inox             | 1 158   |
| 8    | Topsport Vlaanderen-Mercator | 1 141   |
| 9    | Verandas Willems             | 1 089   |
| 10   | Skil-Shimano                 | 1 072   |

| Pos. | Nazione     | Punti   |
| ---- | ----------- | ------- |
| 1    | Italia      | 4 166,6 |
| 2    | Francia     | 3 000,4 |
| 3    | Spagna      | 2 426,8 |
| 4    | Paesi Bassi | 2 267,2 |
| 5    | Belgio      | 1 989   |
| 7    | Germania    | 1 720,2 |
| 6    | Slovenia    | 1 551   |
| 8    | Polonia     | 1 390   |
| 9    | Russia      | 1 278   |
| 10   | Portogallo  | 775     |